# Jean-Baptiste Simon
Jean-Baptiste Simon est un prélat catholique français né le 20 décembre 1846 à Issé et mort le 10 août 1899 à Shanghaï. 

## Biographie
Jean-Baptiste Simon est le fils de Barthélemy Simon et de Rosalie Marie Chatellier.
Ordonné prêtre pour la Compagnie de Jésus en 1882, il est vicaire apostolique de Kiangnan et évêque titulaire de Circesium (de).